# Jakob Sigurðarson
Jakob Örn Sigurðarson (* 4. April 1982 in Reykjavík) ist ein ehemaliger isländischer Basketballspieler. Nach dem Studium in den Vereinigten Staaten begann der isländische Nationalspieler 2005 beim deutschen Rekordmeister Bayer Giants Leverkusen eine professionelle Karriere. Nach einem Jahr wechselte er zu weiteren Auslandsstationen in Spanien und Ungarn. Nach einer Saison bei seinem Stammverein KR spielte er für die Sundsvall Dragons in Schweden, mit denen er 2011 die nationale Meisterschaft gewann. Später spielte für Borås Basket, ebenfalls in Schweden. 2014 gelang Jakob Sigurðarson mit der Herrenauswahl die erstmalige Qualifikation für eine Endrunde der Europameisterschaft.

## Karriere
Nach dem Karrierebeginn bei seinem Stammverein Knattspyrnufélag Reykjavíkur ging Jakob Sigurðarson im Jahr 2000 zu einem Vorbereitungsjahr in die Vereinigten Staaten an die Westminster Academy nach Fort Lauderdale in Florida. Nach einem Jahr schloss sich ein Studium am Birmingham–Southern College in Birmingham (Alabama) an, wo er für die Hochschulmannschaft Panthers zunächst in der NAIA, dann in der Division I der NCAA spielte. Im Anschluss bekam der isländische Nationalspieler zunächst einen Vertrag beim deutschen Rekordmeister Bayer Giants Leverkusen in der höchsten deutschen Spielklasse Basketball-Bundesliga. In der Saison 2005/06 verbesserte sich die Mannschaft gegenüber der Vorsaison leicht auf den zehnten Platz, was aber erneut nicht zum Einzug in die Play-offs um die Meisterschaft reichte. Bei seiner durchschnittlichen Einsatzzeit von etwas weniger als 15 Minuten pro Spiel erreichte Jakob Sigurðarson jedoch mit seinen Wurfversuchen nur Erfolgsquoten von deutlich unter 40 % und erhielt in Deutschland keinen neuen Vertrag.
Zur Saison 2006/07 wechselte Jakob Sigurðarson daher nach Spanien zur neu eingerichteten Mannschaft Gestiberica in Vigo in der dritthöchsten Spielklasse LEB 2. In den Play-downs verlor der Vorletzte jedoch gegen den Drittletzten CB Peñas Huesca und stieg zunächst wieder ab. In der Saison 2007/08 stand Jakob Sigurðarson bei Testedző Egyesület im ungarischen Kecskemét unter Vertrag, das jedoch auf dem neunten Platz der höchsten nationalen Spielklasse erneut den Einzug in die Play-offs um die Meisterschaft verpasste. Nach einer Saison bei seinem Stammverein KR in seiner Heimatstadt, mit dem er 2009 zusammen mit unter anderem Nationalmannschaftskamerad Jón Arnór Stefánsson die isländische Meisterschaft gewann, spielte Jakob Sigurðarson ab 2009 für den amtierenden Meister Sundsvall Dragons in der schwedischen Basketligan. Nachdem man zunächst die Titelverteidigung verpasst hatte, gewann Jakob Sigurðarson zusammen mit unter anderem seinem Landsmann Hlynur Bæringsson 2011 die zweite Meisterschaft für den Verein. In der Saison 2011/12 verpassten die Dragons mit Jakob Sigurðarson, Hlynur Bæringsson sowie Landsmann Pavel Ermolinskij erneut die Titelverteidigung, während die beiden erstgenannten ohne Pavel Ermolinskij 2013 einen erneuten Finaleinzug erreichten, jedoch den Södertälje Kings in sechs Spielen der Finalserie unterlag.
2015 wechselte er innerhalb Schwedens zu Borås Basket. 2019 verließ er Borås und Schweden nach insgesamt zehn Spielzeiten und kehrte in sein Heimatland zurück. Seinen besten Saison-Punkteschnitt in der schwedischen Liga erreichte er 2011/12 mit 19,2 Punkten je Begegnung.
In der isländischen Nationalmannschaft absolvierte Jakob Sigurðarson insgesamt 92 Einsätze. Konnte die Auswahl der Herren zuvor nur nennenswerte Erfolge bei den Spielen der kleinen Staaten von Europa feiern, konnte man sich im Sommer 2014 unter anderem mit den erfahrenen ehemaligen Bundesliga-Profis Jón Arnór Stefánsson, der auch in der NBA unter Vertrag stand, und Logi Gunnarsson sowie dem damaligen BBL-Profi Hörður Vilhjálmsson erstmals für eine Endrunde der Europameisterschaft qualifizieren. Bei der EM-Endrunde 2015 bestritt die isländische Auswahl ihr erstes Endrundenspiel gegen Gastgeber Deutschland in der Berliner Mercedes-Benz Arena.